# Antonio Martínez Rabadán
Antonio Martínez Rabadán (m. 1939) va ser un sindicalista i militar espanyol.

## Biografia
Va estar afiliat al sindicat d'Arts Blanques (fleca i confiteria) de la UGT d'Albacete, sent a més militant del Partit Socialista Obrer Espanyol (PSOE). També era president de la Casa del Pueblo d'Albacete. Després de l'esclat de la Guerra civil es va allistar com a voluntari en les Milícies Populars, arribant a manar una columna de milicians manxecs. Temps després va ingressar en el Cos de Carrabiners. En l'estiu de 1937 va ser nomenat comandant de la 3a Brigada Mixta —formada per carrabiners—, amb la qual va arribar a combatre en el front d'Aragó. Un any després va rebre el comandament de la 65a Brigada Mixta, també formada per carrabiners.
Capturat pels franquistes al final de la contesa, va ser jutjat, condemnat a mort i afusellat a Albacete al novembre de 1939.